# Ефраїм Хертцано
Ефраїм Хертцано (22 травня 1912 — 20 травня 1987) — ізраїльський автор настільних ігор родом із Румунії. Є автором настільної гри «Румікуб».

## Життєпис
Ефраїм Хертцано народився 22 травня 1912 року в єврейській родині в Румунії. Спочатку він продавав зубні щітки та косметику. У 1940-х роках, коли фашистський режим заборонив картярські ігри, Ефраїм винайшов плиточну гру «Румікуб». У 1950-х роках іммігрував у Підмандатну Палестину (нині Ізраїль) після Другої світової війни та розробив там перші набори гри з родиною на задньому дворі свого будинку в Бат-Ямі.
Протягом наступних років родина отримала ліцензію на продаж гри в інші країни, і «Руммікуб» став найбільш продаваною експортною грою Ізраїлю. 1977 року вона стала бестселером у США. Наступного року Хертцано опублікував «Офіційну книгу Румікуба», де описав три різні версії гри: американську, «сабра» та міжнародну. Гру вперше випустила компанія Lemada Light Industries Ltd, заснована Хертцано 1978 року, і вона й на сьогодні є однією з найпопулярніших сімейних ігор усіх часів.[джерело?]
Хертцано помер 20 травня 1987 року.

## Нагороди та визнання
- Spiel des Jahres — 1980, за «Румікуб»
- Spel van het Jaar — 1983, за «Румікуб»